# Thomas Zabka
Thomas Zabka (* 18. Oktober 1959 in Hamburg) ist ein deutscher Erziehungswissenschaftler.

## Leben
Von 1978 bis 1985 studierte er Germanistik, Soziologie und Erziehungswissenschaft an der Universität Hamburg (erstes Staatsexamen). Nach der Promotion 1992 am Fachbereich Sprachwissenschaften der Universität Hamburg, dem Referendariat am Johanneum und an der Gesamtschule Alter Teichweg (1992–1993) sowie an der Erich-Kästner-Gesamtschule in Hamburg (1994–1995), absolvierte er das zweite Staatsexamen. 2002 habilitierte er sich am Fachbereich „Philosophie und Geisteswissenschaften“ der FU Berlin, wo er zuvor als Wissenschaftlicher Assistent für Didaktik der deutschen Sprache und Literatur tätig gewesen war. Von 2004 bis 2008 lehrte Zabka als Professor für Literaturdidaktik unter Einschluss der Mediendidaktik an der Carl von Ossietzky-Universität Oldenburg. Seit 2008 ist er Professor für Erziehungswissenschaft unter besonderer Berücksichtigung der Didaktik der deutschen Sprache und Literatur an der Universität Hamburg.
Seine Forschungsschwerpunkte sind ästhetische Bildung, Aufgabenstellungen im Literaturunterricht, Didaktik des Textverstehens und der Interpretation, individualisierter Kompetenzaufbau und Professionsforschung zum Literaturunterricht.

## Schriften (Auswahl)
- Faust II – das Klassische und das Romantische. Goethes Eingriff in die neueste Literatur. Tübingen 1993, ISBN 3-484-32068-0.
- mit Adolf Dresen: Dichter und Regisseure. Bemerkungen über das Regie-Theater. Betreibt das Regie-Theater die Hinrichtung der Klassik? Antworten auf die Preisfrage der Deutschen Akademie für Sprache und Dichtung vom Jahr 1993. Göttingen 1995, ISBN 3-89244-182-0.
- Pragmatik der Literaturinterpretation. Theoretische Grundlagen. Kritische Analysen. Tübingen 2005, ISBN 3-484-22066-X.
- Hg.: Schule in der neueren Kinder- und Jugendliteratur. Baltmannsweiler 2008, ISBN 978-3-8340-0484-0.